# Inginerie civilă
Ingineria civilă este o ramură a ingineriei care se ocupă de proiectarea artefactelor și instalațiilor pentru uz civil în domeniile: construcții ambientale, construcții geotehnice, infrastructură, instalații structurale urban-teritoriale.
Termenul „civil” provine din dorința de a transfera în domeniul civil competențele tehnicilor din domeniul militar. Armatele erau întotdeauna însoțite de tehnicieni care erau capabili să realizeze lucrările necesare pentru a ajuta trupele să depășească orice obstacol întâlnit în calea lor. Un exemplu clasic îl constituie podurile plutitoare făcute din pontoane, poduri folosite de Napoleon în campaniile sale din Europa și care apoi au fost utilizate și de către civili.
Domeniul de aplicare a ingineriei civile cuprinde diferite sectoare:
- construcții civile și industriale;
- infrastructura transporturilor (căi ferate, șosele, porturi, aeroporturi);
- poduri și tunele;
- construcții hidrotehnice (baraje, lucrări hidrotehnice de protecție, apeducte, canalizări etc.);
- structuri în zone seismice.

La fel ca și proiectele de arhitectură, un proiect de inginerie civilă poate fi împărțit în trei componente:
1. locul de muncă de proiectare, care include de asemenea dezvoltarea unor studii detaliate înainte de proiect;
2. proiectul final, pe baza căruia se estimează costul de muncă;
3. implementarea proiectului, care conține calculele structurale detaliate în funcția cărora se procedează cu lucrările.

## Specializări
Există mai multe domenii în care se poate specializa un inginer civil:
- construcții;
- geotehnică;
- geodezică;
- hidraulică;
- infrastructură și transporturi;
- planificare a teritoriului;
- structuri;

### Construcții
Ingineria construcțiilor este ramura ingineriei care se ocupă de proiectare, management în construcții, producția șantierului, testarea, întreținerea și restaurarea clădirilor pentru uz civil.

### Geodezica
Ingineria geodezică este disciplina care studiază principiile și tehnicile pentru detectarea suprafeței pământului.